# Schwob Peak
Schwob Peak är en bergstopp i Antarktis. Den ligger i Västantarktis. Inget land gör anspråk på området. Toppen på Schwob Peak är 2 715 meter över havet.
Terrängen runt Schwob Peak är huvudsakligen lite kuperad. Trakten är obefolkad. Det finns inga samhällen i närheten.